# Nazionale maschile di calcio della Repubblica Democratica Tedesca
La nazionale di calcio della Repubblica Democratica Tedesca (in tedesco Fußballnationalmannschaft der DDR) fu la rappresentativa calcistica maschile della Germania Est in ambito internazionale.
Attiva dal 1952 al 1990, seguì le vicende del suo Paese, che nel 1990 fu riannesso all'ex Germania Ovest per formare la Germania riunificata.
Mai qualificatasi per la fase finale del campionato europeo, vanta una sola partecipazione al campionato mondiale, nel 1974 nella confinante Germania Ovest, squadra cui il sorteggio la oppose nella fase a gironi: nell'unico incontro tra le due Germanie, fu quella dell'Est a prevalere per 1-0 con un goal di Jürgen Sparwasser, che immediatamente entrò nella cultura di massa di entrambi i Paesi e, più in generale, nel dibattito politico e sociologico di chi prese spunto da tale vittoria per proporre paragoni tra i sistemi politici opposti delle due Germanie.

## Storia
Formata nel 1952, la nazionale della DDR disputò la sua prima partita il 21 settembre dello stesso anno contro la Polonia che vinse 3-0.
Dal 1958 al 1990 i tedeschi orientali hanno partecipato alle qualificazioni alle rassegne internazionali, quali Mondiali ed Europei.

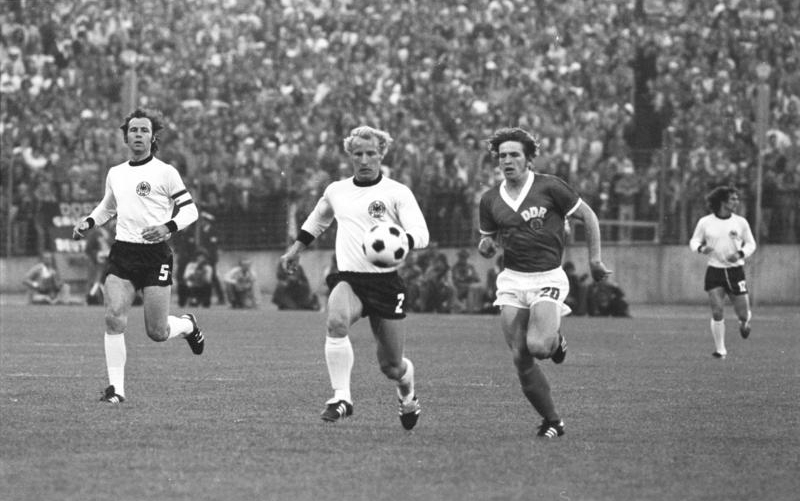
Germania Est - Germania Ovest 1974: l'orientale Martin Hoffmann contende palla all'avversario occidentale Berti Vogts; sulla sinistra Franz Beckenbauer giunge in soccorso

Nel corso della sua storia tuttavia la nazionale della Germania Est ha raccolto poco rispetto ai titolati cugini dell'Ovest, mancando sempre la qualificazione agli Europei e riuscendo ad accedere alla fase finale dell'unico mondiale nell'edizione del 1974, disputata proprio in Germania Ovest e conclusa alla seconda fase a gironi. Con la nazionale olimpica invece i risultati furono molto più lusinghieri: raggiunse infatti due volte la finale del torneo, vincendo l'oro nel 1976 e l'argento nel 1980, ma anche il bronzo nel 1964 e nel 1972.
L'ironia della sorte volle che in occasione del mondiale del 1974 al primo turno venissero accoppiate nello stesso girone le nazionali tedesche dell'Ovest e dell'Est; a completare il gruppo 1 Cile e Australia. Battuti i "canguri" 2-0 all'esordio e pareggiato 1-1 con i sudamericani, i tedeschi orientali affrontarono nella terza partita la Germania Ovest in uno storico derby. Nonostante la superiorità degli occidentali (che di lì a poco avrebbero vinto il titolo mondiale) fu la Germania Est ad avere la meglio, grazie al goal di Jürgen Sparwasser al 76'. La soddisfazione fu a dir poco enorme, anche se al turno successivo la nazionale tedesca orientale guidata dal ct Georg Buschner (che sarebbe rimasto in panchina fino al 1981) fu eliminata. Da lì in poi però la DDR non avrebbe più visto la propria nazionale calcare la scena iridata. Questo è stato l'unico confronto ufficiale tra le due nazionali maggiori tedesche nel periodo che va dalla conclusione della seconda guerra mondiale al 1990, quando c'è stata la riunificazione tedesca.

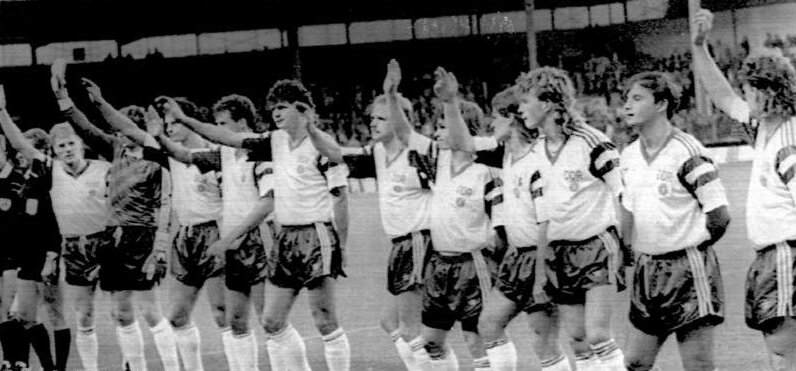
L'ultima partita della DDR, in campo con la seconda maglia bianca, il 12 settembre 1990.

La Germania Est disputò la sua 293ª e ultima partita il 12 settembre 1990 a Bruxelles contro il Belgio: originariamente avrebbe dovuto essere un incontro ufficiale di qualificazione all'europeo 1992, ma gli accordi di riunificazione della Germania, siglati proprio in quei giorni e resi effettivi il 3 ottobre successivo, trasformarono quell'incontro in un'amichevole passerella d'addio, anche alla luce dell'annullamento della partita contro la Germania Ovest che avrebbe dovuto incontrare i neoconnazionali nello stesso girone.
Agli ordini del C.T. Eduard Geyer la DDR vinse 2-0 con due goal di Matthias Sammer, ultimo capitano della nazionale e tra i pochi insieme a, tra gli altri, Ulf Kirsten, Andreas Thom e Thomas Doll, a continuare a giocare a livello internazionale per la Germania riunificata.
Il 20 novembre successivo giunse anche lo scioglimento ufficiale della Deutscher Fußball-Verband.

## Partecipazioni ai tornei internazionali
Legenda: Grassetto: Risultato migliore, Corsivo: Mancate partecipazioni

## Statistiche dettagliate sui tornei internazionali

### Mondiali
| Anno | Luogo          | Piazzamento      | V | N | P | Gol |
| ---- | -------------- | ---------------- | - | - | - | --- |
| 1954 | Svizzera       | Non partecipante | - | - | - | -   |
| 1958 | Svezia         | Non qualificata  | - | - | - | -   |
| 1962 | Cile           | Non qualificata  | - | - | - | -   |
| 1966 | Inghilterra    | Non qualificata  | - | - | - | -   |
| 1970 | Messico        | Non qualificata  | - | - | - | -   |
| 1974 | Germania Ovest | Secondo turno    | 2 | 2 | 2 | 5:5 |
| 1978 | Argentina      | Non qualificata  | - | - | - | -   |
| 1982 | Spagna         | Non qualificata  | - | - | - | -   |
| 1986 | Messico        | Non qualificata  | - | - | - | -   |
| 1990 | Italia         | Non qualificata  | - | - | - | -   |

## Tutte le rose

### Mondiali
Coppa del Mondo FIFA 19741 Croy, 2 Kurbjuweit, 3 Bransch, 4 Weise, 5 Fritsche, 6 Schnuphase, 7 Pommerenke, 8 Löwe, 9 Ducke, 10 Kreische, 11 Streich, 12 Wätzlich, 13 Lauck, 14 Sparwasser, 15 Vogel, 16 Irmscher, 17 Hamann, 18 Kische, 19 Seguin, 20 Hoffmann, 21 Blochwitz, 22 Friese, CT: Buschner

### Giochi olimpici
- Nota bene: per le informazioni sulle rose successive al 1948, visionare la pagina della Nazionale olimpica.

## Commissari tecnici
- 1952-1953:  Willy Oelgardt
- 1954:  Hans Siegert
- 1955-1957:  János Gyarmati
- 1958-1959:  Fritz Gödicke
- 1959-1961:  Heinz Krügel
- 1961-1967:  Károly Sós
- 1967-1969:  Harald Seeger
- 1970-1981:  Georg Buschner
- 1982-1983:  Rudolf Krause
- 1983-1988:  Bernd Stange
- 1988-1989:  Manfred Zapf
- 1989-1990:  Eduard Geyer

## Record individuali
Queste sono le classifiche relative alle maggiori presenze e reti nella Germania Est:
| #  | Giocatore          | Periodo   | Pres. | Reti |
| -- | ------------------ | --------- | ----- | ---- |
| 1  | Joachim Streich    | 1969-1984 | 97    | 53   |
| 2  | Hans-Jürgen Dörner | 1969-1985 | 96    | 8    |
| 3  | Jürgen Croy        | 1967-1981 | 86    | 0    |
| 4  | Konrad Weise       | 1970-1981 | 78    | 1    |
| 5  | Eberhard Vogel     | 1962-1976 | 69    | 24   |
| 6  | Ronald Kreer       | 1982-1989 | 65    | 2    |
| 7  | Bernd Bransch      | 1967-1976 | 64    | 3    |
| 8  | Peter Ducke        | 1960-1975 | 63    | 15   |
| 9  | Martin Hoffmann    | 1973-1981 | 62    | 15   |
| 10 | Gerd Kische        | 1971-1980 | 59    | 0    |

| #  | Giocatore            | Periodo   | Reti | Pres. | Reti/pr. |
| -- | -------------------- | --------- | ---- | ----- | -------- |
| 1  | Joachim Streich      | 1969-1984 | 53   | 97    | 0,55     |
| 2  | Eberhard Vogel       | 1962-1976 | 24   | 69    | 0,35     |
| 3  | Hans-Jürgen Kreische | 1968-1975 | 22   | 46    | 0,48     |
| 4  | Rainer Ernst         | 1981-1990 | 20   | 56    | 0,36     |
| 5  | Henning Frenzel      | 1961-1974 | 19   | 54    | 0,35     |
| 6  | Jürgen Nöldner       | 1960-1969 | 16   | 29    | 0,55     |
| 6  | Andreas Thom         | 1984-1990 | 16   | 51    | 0,31     |
| 8  | Martin Hoffmann      | 1973-1981 | 15   | 62    | 0,24     |
| 8  | Peter Ducke          | 1960-1975 | 15   | 63    | 0,24     |
| 10 | Ulf Kirsten          | 1985-1990 | 14   | 49    | 0,29     |

## Statistiche incontri internazionali
Qui sotto sono riportati i dati statistici contro le squadre nazionali affrontate almeno 5 volte tra il 1952 e il 1990, comprensivi delle partite disputate nei tornei olimpici.

### Saldo positivo
| Nazionale      | Giocate | Vinte | Pareggiate | Perse | Ultima vittoria   | Ultimo pari       | Ultima sconfitta |
| -------------- | ------- | ----- | ---------- | ----- | ----------------- | ----------------- | ---------------- |
| Romania        | 18      | 10    | 3          | 5     | 29 agosto 1984    | 30 marzo 1988     | 24 agosto 1983   |
| Cecoslovacchia | 13      | 6     | 2          | 5     | 13 maggio 1987    | 25 settembre 1971 | 23 aprile 1986   |
| Islanda        | 11      | 9     | 1          | 1     | 6 giugno 1989     | 12 ottobre 1974   | 5 giugno 1975    |
| Grecia         | 8       | 6     | 0          | 2     | 12 settembre 1984 | -                 | 8 marzo 1989     |
| Finlandia      | 7       | 4     | 1          | 2     | 22 marzo 1989     | 8 marzo 1989      | 20 agosto 1986   |
| Francia        | 7       | 3     | 2          | 2     | 18 novembre 1987  | 19 novembre 1986  | 24 gennaio 1990  |
| Norvegia       | 7       | 5     | 1          | 1     | 28 ottobre 1987   | 24 settembre 1986 | 13 agosto 1958   |
| Scozia         | 7       | 3     | 1          | 2     | 25 aprile 1990    | 16 ottobre 1985   | 13 ottobre 1982  |
| Uruguay        | 6       | 3     | 2          | 1     | 27 maggio 1972    | 31 maggio 1972    | 29 gennaio 1985  |
| Egitto         | 5       | 5     | 0          | 0     | 13 febbraio 1989  | -                 | -                |
| Svizzera       | 5       | 4     | 1          | 0     | 11 aprile 1990    | 14 maggio 1983    | -                |
| Lussemburgo    | 5       | 5     | 0          | 0     | 18 maggio 1985    | -                 | -                |
| Malta          | 5       | 5     | 0          | 0     | 25 ottobre 1989   | -                 | -                |
| Svezia         | 5       | 3     | 1          | 1     | 17 agosto 1977    | 19 maggio 1982    | 4 aprile 1978    |

### Saldo neutro
| Nazionale | Giocate | Vinte | Pareggiate | Perse | Ultima vittoria   | Ultimo pari     | Ultima sconfitta  |
| --------- | ------- | ----- | ---------- | ----- | ----------------- | --------------- | ----------------- |
| Belgio    | 8       | 3     | 2          | 3     | 12 settembre 1990 | 7 dicembre 1974 | 27 aprile 1983    |
| Danimarca | 6       | 2     | 2          | 2     | 11 ottobre 1967   | 4 ottobre 1967  | 10 settembre 1986 |
| Austria   | 6       | 1     | 4          | 1     | 31 ottobre 1965   | 20 maggio 1989  | 25 ottobre 1989   |
| Iraq      | 6       | 1     | 4          | 1     | 26 luglio 1970    | 2 marzo 1982    | 11 febbraio 1979  |
| Italia    | 4       | 1     | 2          | 1     | 14 aprile 1982    | 19 aprile 1981  | 22 novembre 1969  |

### Saldo negativo
| Nazionale        | Giocate | Vinte | Pareggiate | Perse | Ultima vittoria   | Ultimo pari       | Ultima sconfitta  |
| ---------------- | ------- | ----- | ---------- | ----- | ----------------- | ----------------- | ----------------- |
| Bulgaria         | 19      | 5     | 8          | 6     | 9 febbraio 1986   | 23 agosto 1989    | 6 aprile 1985     |
| Polonia          | 19      | 6     | 4          | 9     | 18 aprile 1979    | 26 settembre 1979 | 21 settembre 1988 |
| Ungheria         | 16      | 4     | 4          | 8     | 19 novembre 1980  | 28 luglio 1987    | 28 marzo 1979     |
| Unione Sovietica | 12      | 3     | 3          | 6     | 28 luglio 1977    | 26 aprile 1989    | 10 ottobre 1987   |
| Paesi Bassi      | 9       | 2     | 1          | 6     | 11 novembre 1970  | 14 maggio 1961    | 12 marzo 1986     |
| Jugoslavia       | 6       | 1     | 2          | 3     | 28 settembre 1985 | 16 ottobre 1971   | 20 ottobre 1984   |
| Turchia          | 5       | 1     | 1          | 3     | 16 novembre 1977  | 17 novembre 1976  | 12 aprile 1989    |